# Suessetanos
Los suesetanos (en latín, suessetani) fueron un pueblo prerromano establecido en las llanuras centrales de Aragón. 
Hoy en día algunos les consideran celtas emparentados con los suesiones (de la región de Soissons), aunque algunos creen que pertenecían a los pueblos iberos o celtíberos. En cualquier caso, su nombre parece aludir a la raíz indoeuropea svasti, con el significado de "tener suerte", el mismo significado que se esconde tras la palabra esvástica.
En su territorio hubo una ciudad denominada Corbio (y junto a Soissons está la ciudad de Corbeil). La raíz curvo derivaría del nombre galo Corbus. También se ha defendido la identificación del nombre de Segia, identificándola con  Corbio, siendo esta la capital o ciudad más importante de los suesetanos, Corbio. 
Se cree que a comienzos del siglo II a. C. los suesetanos eran aliados de Roma, pero después se sublevaron y en el año 184 a. C. su capital Corbio fue asediada, ocupada y destruida por los romanos al mando del Gobernador de Hispania Aulo Terencio Varrón. Tras esto, el territorio suesetano fue cedido a los vascones, que más tarde aparecen como sus poseedores.
La etnia o tribu suesetana ocupaba la región que hoy básicamente se corresponde con la comarca zaragozana de las Cinco Villas. Su límite oriental más probable fue el río Gállego. 
- Datos: Q4445582